# البائع
البائع (بالإنجليزية: The Vendor)‏ هو فيلم كوميدي نيجيري صدر في عام 2018، من تأليف وإنتاج وإخراج أودونلاد أديكولا، الفائز بجائزة أفضل ممثل في فيلم كوميدي في جوائز إفريقيا ماجيك لعام 2018. تم إصدار الإعلان الرسمي للفيلم في أغسطس 2018 بينما تم عرض الفيلم في دور السينما في 7 سبتمبر 2018، بمدة تشغيل تبلغ 102 دقيقة. عُرض الفيلم لأول مرة على نيتفليكس في 27 ديسمبر 2019.

## القصة
الفيلم يقوم ببطولته أودونلاد أديكولا في دور غباديبو، بائع جريدة محلي يعاني من متلازمة الاستحقاق. هو غير راضٍ عن حياته ويعتبر وضعه الحالي والكثير من الأشخاص الذين يتفاعل معهم يوميًا أقل منه. يلوم نفسه على نقص الطموح والنجاح الذي يسود بيئته، لكن الواقع هو أنه رجل كسول يفضل قضاء أيامه في الشكوى وإنتقاد الجهود الصادقة لمن حوله.
غباديبو يتمكن بطريقة ما من الحصول على وظيفة سائق لمورايو، سيدة ثرية شابة، تقوم بدورها آدوني أدي. ومع ذلك، يصعب عليه بسبب مستواه العالي من عدم الانضباط العمل لفترة طويلة في هذه الوظيفة الجديدة قبل أن يتورط في مشاكل خطيرة. ومع ذلك، ينجح أخيرًا عندما يلتقي بوالده البيولوجي الثري.

## فريق العمل
- أودونلاد أديكولا
- آدوني أدي
- جيدي كوسوكو
- إينيولا أجاو
- إيريتي أوصايمي
- كايودي أولاشيندي
- توندي برنارد
- بولاجي أموسان

## وصلات خارجية
البائع  على قاعدة بيانات الأفلام على الإنترنت (بالإنجليزية). 
1. ↑  قاعدة بيانات الفيلم (باللغات المتعددة), QID:Q20828898